# Stheneboea malaya
Stheneboea malaya är en insektsart som beskrevs av Carl Stål 1875. Stheneboea malaya ingår i släktet Stheneboea och familjen Phasmatidae. Inga underarter finns listade i Catalogue of Life.